# Itano
Itano (板野町?) è una cittadina giapponese della prefettura di Tokushima.